# Williams FW21
Williams FW21 je Williamsov dirkalnik Formule 1, ki je bil v uporabi v sezoni 1999, ko sta z njim dirkala Alex Zanardi in Ralf Schumacher. Medtem ko Zanardi sploh ni dosegel uvrstitve v točke, je Ralf Schumacher dosegel tri uvrstitve na stopničke, drugo mesto na Veliki nagradi Italije in tretji mesti na Avstralije in Velike Britanije. Ob koncu sezone je Williams zasedel peto mesto v konstruktorskem prvenstvu z 35-imi točkami.

## Popolni rezultati Formule 1
(legenda) (odebeljene dirke pomenijo najboljši štartni položaj, poševne pa najhitrejši krog)
| Leto | Moštvo   | Motor             | Gume | Dirkači         | 1   | 2   | 3   | 4   | 5   | 6   | 7   | 8  | 9   | 10  | 11  | 12  | 13  | 14  | 15  | 16  | Toč | Prv |
| ---- | -------- | ----------------- | ---- | --------------- | --- | --- | --- | --- | --- | --- | --- | -- | --- | --- | --- | --- | --- | --- | --- | --- | --- | --- |
| 1999 | Williams | Supertec FB01 V10 | B    |                 | AVS | BRA | SMR | MON | ŠPA | KAN | FRA | VB | AVT | NEM | MAD | BEL | ITA | EU  | MAL | JAP | 35  | 5.  |
| 1999 | Williams | Supertec FB01 V10 | B    | Alex Zanardi    | Ret | Ret | 11  | 8   | Ret | Ret | Ret | 11 | Ret | Ret | Ret | 8   | 7   | Ret | 10  | Ret | 35  | 5.  |
| 1999 | Williams | Supertec FB01 V10 | B    | Ralf Schumacher | 3   | 4   | Ret | Ret | 5   | 4   | 4   | 3  | Ret | 4   | 9   | 5   | 2   | 4   | Ret | 5   | 35  | 5.  |